# Dalton-Eisbergzunge
Die Dalton-Eisbergzunge ist eine Gletscherzunge an der Sabrina-Küste des ostantarktischen Wilkeslands. Sie erstreckt sich seewärts in den östlichen Teil des Universität-Moskau-Schelfeises.
Luftaufnahmen der US-amerikanischen Operation Highjump (1946–1947) dienten einer ersten Teilkartierung. Ihre geografische Lage wurde 1958 anhand von Beobachtungen des australischen Polarforschers Phillip Law während eines Überfluges im Rahmen der Australian National Antarctic Research Expeditions (ANARE) präzisiert. Law besuchte die Gletscherzunge im Jahr 1960 bei einer weiteren ANARE-Kampagne. Das Antarctic Names Committee of Australia benannte sie am 11. Oktober 1960 nach Robert Frederick Martin Dalton (1907–unbekannt), stellvertretender Leiter bei der von Law geführten ANARE-Kampagne im selben Jahr.